# Лён зверобоелистный
Лё́н зверобое́листный (лат. Linum hypericifolium) — вид травянистых растений рода Лён (Linum) семейства Льновые (Linaceae). Название от лат. Linum — «нить»

## Ботаническое описание
Растение опущенное с древеснеющим корнем и густоолиственным стеблем. Листья ярко-зелёные, ланцетные. Лепестки 1,5-2 см длиной, ярко-пурпурные. Коробочка округлая, волосистая.

## Распространение и местообитание
Произрастает на Кавказе, Турции. Растёт в горных лесах и альпийских лугах. Цветёт в июле-июне Используется в декоративных целях.

## Галерея

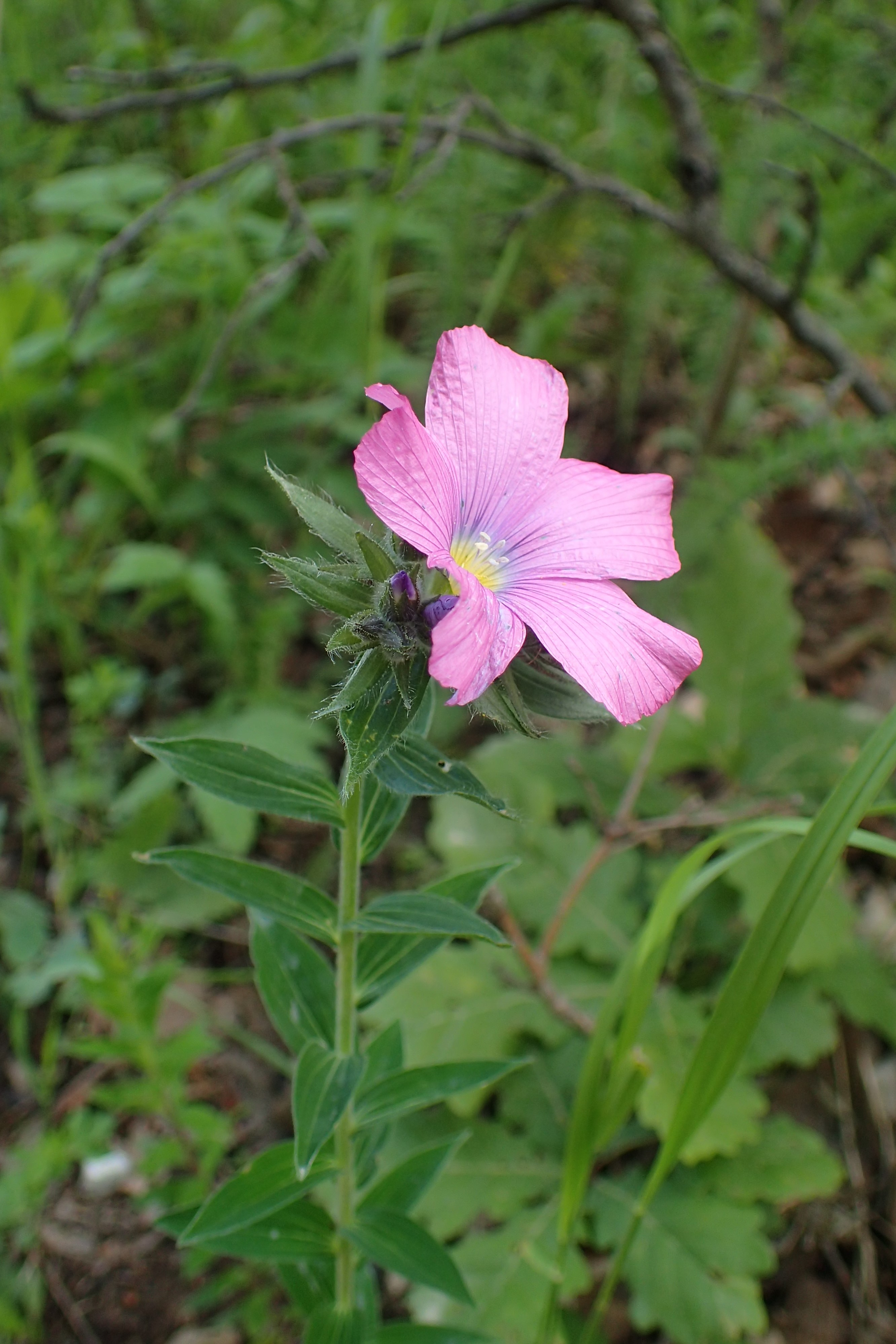
В районе Агарцин, Армения.
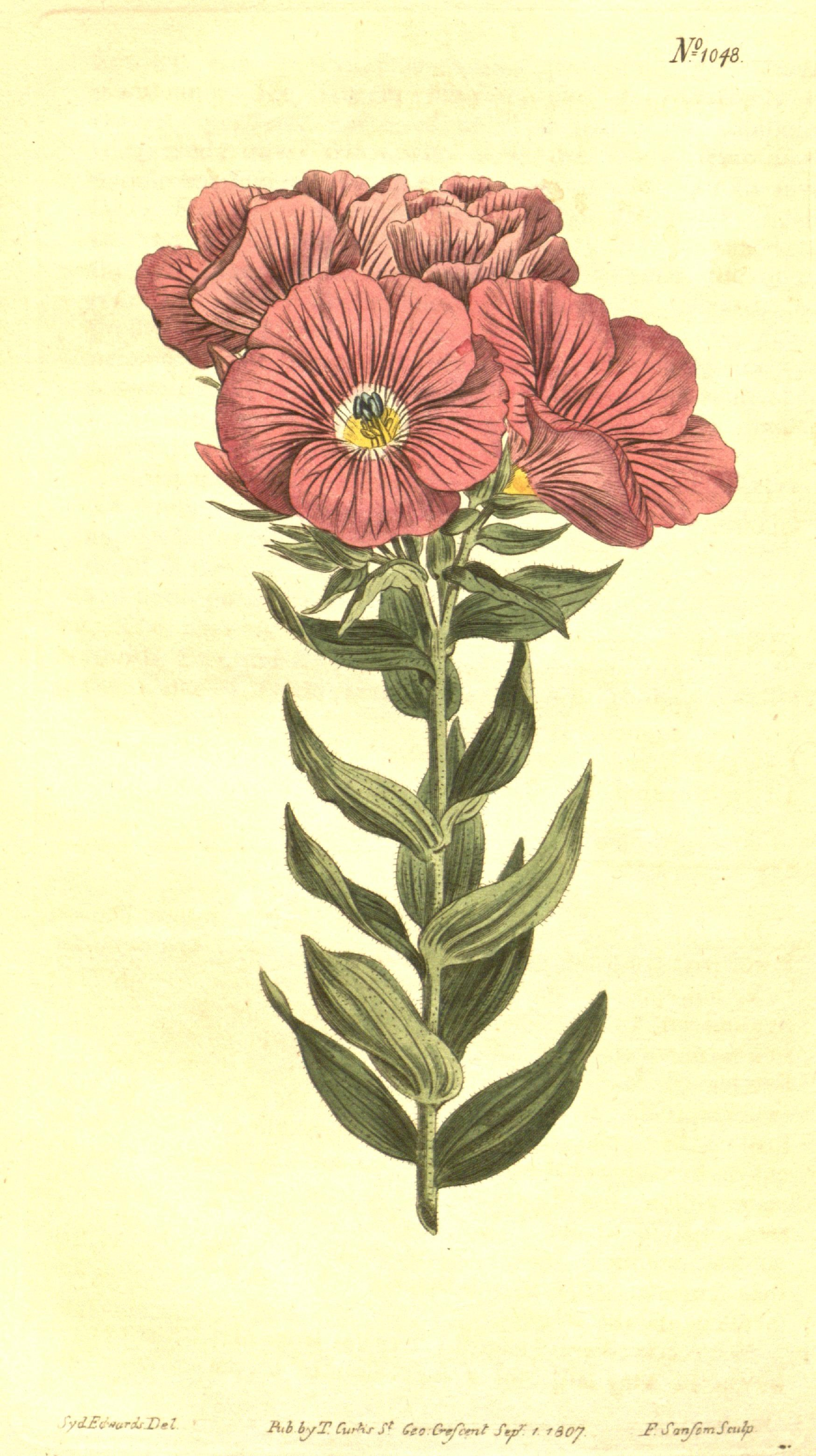
Изображение в Curtis’s Botanical Magazine